# Kon-Boot
 (septembre 2019).
Kon-Boot (konboot, kon boot) est un logiciel utilitaire qui permet aux utilisateurs de contourner les mots de passe de Microsoft Windows et d’Apple macOS (le support Linux a été déprécié) sans modifications durables ou persistantes du système sur lequel il est exécuté. C'est également le premier outil signalé et jusqu'à présent le seul capable de contourner les mots de passe en ligne (en direct) de Windows 11 et Windows 10, tout en prenant en charge à la fois les systèmes Windows et macOS . Depuis la version 3.5, Kon-Boot est également capable de contourner le mécanisme Secure Boot 

## Historique
Kon-Boot a été conçu à l’origine comme une preuve de concept, un outil de sécurité gratuit, surtout pour les personnes qui ont tendance à oublier leurs mots de passe. L’idée principale était de permettre aux utilisateurs de se connecter à l’ordinateur cible sans connaître le mot de passe correct et sans apporter de modifications persistantes au système sur lequel il est exécuté.
La première version de Kon-Boot a été annoncée en 2008 sur la liste de diffusion DailyDave. La version 1.0 (gratuiciel) a permis aux utilisateurs de se connecter aux systèmes d’exploitation basés sur Linux et de contourner le processus d’authentification (permettant l’accès au système sans connaître le mot de passe).
En 2009, l’auteur de ce logiciel a annoncé Kon-Boot pour les systèmes Linux et 32 bits Microsoft Windows. Cette version a fourni un support supplémentaire pour contourner les mots de passe des systèmes Windows sur n’importe quel système d’exploitation Windows à partir de Windows Server 2008 jusqu’à Windows 7. Cette version est toujours disponible gratuitement. 
Les versions les plus récentes de Kon-Boot ne sont disponibles que sous forme de produits commerciaux, et sont toujours maintenues. La version actuelle (4.5) est capable de contourner les mots de passe sur les systèmes d’exploitation suivants :
| Systèmes d'exploitation Microsoft Windows pris en charge                                       |
| ---------------------------------------------------------------------------------------------- |
| Microsoft Windows XP                                                                           |
| Microsoft Windows Vista Home Basic 32Bit/64Bit                                                 |
| Microsoft Windows Vista Home Premium 32Bit/64Bit                                               |
| Microsoft Windows Vista Business 32Bit/64Bit                                                   |
| Microsoft Windows Vista Enterprise 32Bit/64Bit                                                 |
| Microsoft Windows Server 2003 Standard 32Bit/64Bit                                             |
| Microsoft Windows Server 2003 Datacenter 32Bit/64Bit                                           |
| Microsoft Windows Server 2003 Enterprise 32Bit/64Bit                                           |
| Microsoft Windows Server 2003 Web Edition 32Bit/64Bit                                          |
| Microsoft Windows Server 2008 Standard 32Bit/64Bit                                             |
| Microsoft Windows Server 2008 Datacenter 32Bit/64Bit                                           |
| Microsoft Windows Server 2008 Enterprise 32Bit/64Bit                                           |
| Microsoft Windows 7 Home Premium 32Bit/64Bit                                                   |
| Microsoft Windows 7 Professional 32Bit/64Bit                                                   |
| Microsoft Windows 7 Ultimate 32Bit/64Bit                                                       |
| Microsoft Windows 8 and 8.1 all versions (32Bit/64Bit -- includes live/online password bypass) |
| Microsoft Windows 10 all versions (32Bit/64Bit -- includes live/online password bypass)        |
| Microsoft Windows 11 all versions (64Bit UEFI -- includes live/online password bypass)         |

| Systèmes d'exploitation Apple macOS / OS X pris en charge |
| --------------------------------------------------------- |
| Apple OS X 10.6                                           |
| Apple OS X 10.7                                           |
| Apple OS X 10.8                                           |
| Apple OS X 10.9                                           |
| Apple OS X 10.10                                          |
| Apple OS X 10.11                                          |
| Apple macOS Sierra (10.12)                                |
| Apple macOS High Sierra (10.13)                           |
| Apple macOS Mojave (10.14)                                |
| Apple macOS Catalina (10.15)                              |
| Apple macOS Big Sur (11)                                  |
| Apple macOS Monterey (12)                                 |
| Apple macOS Ventura (13)                                  |
| Apple macOS Sonoma (14)                                   |
| Apple macOS Sequoia (15)                                  |

## Technologie
Kon-Boot fonctionne comme un bootkit, (donc il crée aussi souvent de fausses alertes positives dans les logiciels antivirus). Il s’injecte (se cache) dans la mémoire BIOS. Kon-Boot modifie le code de noyau à la volée (temps d’exécution), modifiant temporairement le code responsable de la vérification des données d’autorisation de l’utilisateur pendant que le système d’exploitation se charge.
Contrairement aux outils de réinitialisation de mot de passe comme CHNTPW, Kon-Boot ne modifie pas les fichiers système et la ruche SAM, tous les changements sont temporaires et disparaissent après le redémarrage du système.

## Limitations (prévention)
Les utilisateurs préoccupés par des outils comme Kon-Boot devraient utiliser un logiciel de chiffrement de disque (FileVault, TrueCrypt, VeraCrypt, BitLocker etc.), car Kon-Boot n’est pas en mesure de contourner le chiffrement de disque,. Le mot de passe du BIOS et l’activation de la fonctionnalité de SecureBoot est également une bonne mesure de prévention. Cependant, la version 3.5 de Kon-Boot est capable de contourner le mécanisme SecureBoot.